# Bistum Constantine
Das Bistum Constantine-Hippone (lat.: Dioecesis Constantiniana-Hipponensis Regiorum) ist ein Bistum der Römisch-katholischen Kirche in Algerien mit  Sitz in Constantine.

## Geschichte
Das Bistum wurde am 25. Juli 1866 durch Papst Pius IX. als Suffragan des Erzbistums Algier gegründet; erster Bischof war Félix-Joseph-François-Barthélemy de Las Cases. Bereits am 23. September 1867 wechselte es seinen Namen auf Constantine-Hippone.

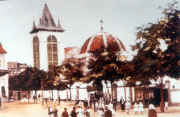
Kathedrale von Constantine (Photo um 1910)

Hippone, das heutige Annaba, ist das antike Hippo Regius, die Stadt des heiligen Augustinus. Und alleine zu seinem Gedenken nahm man 1867 diese Stadt in den Namen der Diözese auf, so dass sie auch heute noch weiterlebt.
Das 110.522 km² große Bistum zählte 1950 180.000 Gläubige, 1980 noch 10.000 und 1990 noch 4.000. 2021 waren es lediglich noch 650 Katholiken bei einer Bevölkerung von mehr als 14 Millionen Menschen in dieser Region. Mit 4 Diözesanpriestern (1950 waren es noch 87), 7 Ordenspriestern und 15 Ordensschwestern (1950 waren es noch 213), in 6 Pfarreien (1950 waren es noch 73), ist die Anzahl der Ordensmitglieder seit Jahrzehnten deutlich zurückgegangen.
Der Weggang der französischen Besatzung führte in der Diözese zu einer tiefgreifenden Umstrukturierung, so wie in den anderen Diözesen in Algeriens auch. Nicht ohne Interesse ist, dass die meisten Bischöfe stets Diözesanpriester waren.

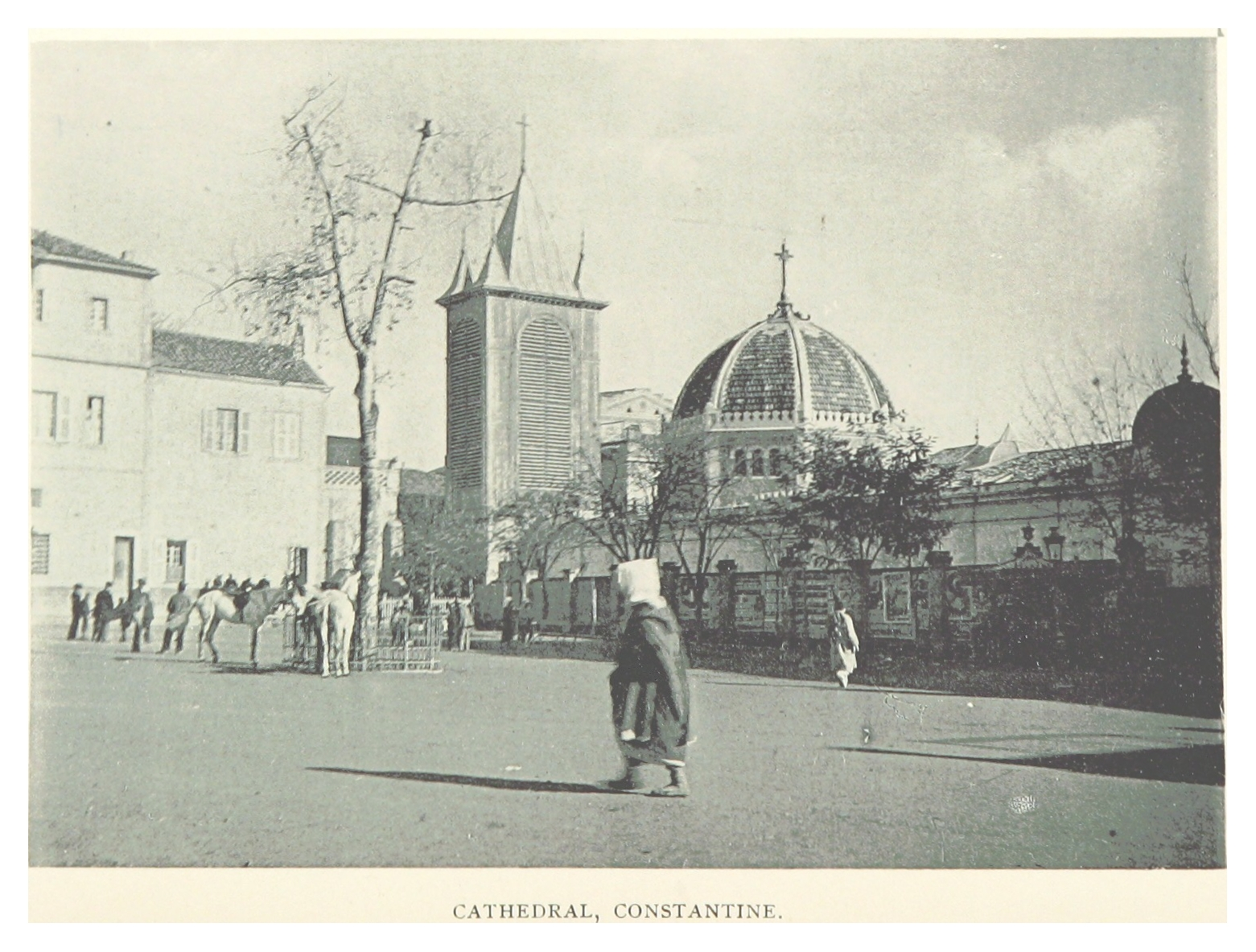
Ansicht der Kathedrale von Constantine, 1894

## Kirchen
Gottesdienstorte existieren aktuell in
- Constantine
- Annaba (Basilika St. Augustinus)
- Bejaia
- Sétif
- Batna
- Tebessa
- Skikda

## Liste der Bischöfe
- Félix-Joseph-François-Barthélemy de Las Cases (1867–1870)
- Joseph-Jean-Louis Robert (1872–1878), danach Bischof von Marseille
- Prosper Auguste Dusserre (1878–1880), auch Koadjutor des Erzbischofs von Algier
- François-Charles-Marie Gillard (1880), vor der Bischofsweihe gestorben
- Barthélemy Clément Combes (1881–1893), danach Erzbischof von Karthago
- Ludovic-Henri-Marie-Ixile Julien-Laferrière (1894–1896)
- Jules-Etienne Gazaniol (1896–1913)
- Jules-Alexandre-Léon Bouissière (1913–1916)
- Amiel-François Bessière (1917–1923)
- Emile-Jean-François Thiénard (1924–1945)
- Léon-Étienne Duval (1946–1954), danach Erzbischof von Algier
- Paul-Pierre-Marie-Joseph Pinier (1954–1970)
- Jean Baptiste Joseph Scotto (1970–1983)
- Gabriel Piroird Ist. del Prado (1983–2008)
- Paul Desfarges SJ (2008–2016), danach Erzbischof von Algier
- Nicolas Lhernould (2019–2024), dann Erzbischof von Tunis
- Michel Guillaud (seit 2025)